# Kasti (Rapla)
Kasti – wieś w Estonii, prowincji Rapla, w gminie Märjamaa.